# Giáo hoàng Piô IV
Piô IV (Latinh: Pius IV) là vị giáo hoàng thứ 224 của giáo hội công giáo. Theo niên giám tòa thánh năm 1806 thì ông đắc cử Giáo hoàng năm 1559 và ở ngôi Giáo hoàng trong 5 năm 11 tháng 25 ngày. Niên giám tòa thánh năm 2003 xác định ông đắc cử Giáo hoàng ngày 25 tháng 12 năm 1559, ngày khai mạc chức vụ mục tử đoàn chiên chúa là ngày 6 tháng 1 năm 1560 và ngày kết thúc triều đại của ông là ngày 9 tháng 12 năm 1565.

## Đời sống
Giáo hoàng Pius IV sinh tại Milan ngày 31 tháng 3 năm 1499. Ông là một người thuộc dòng họ Médicis với tên thật là Jean-Ange de Médicis.
Tên ông được gắn với các biểu hiện đức tin của công đồng Trentô. Ông là vị Giáo hoàng cuối cùng sinh ra trong vương quốc thánh, nếu người ta xem ngày 22 tháng 9 năm 1499 (Hiệp ước Paris) là ngày các lãnh thổ Italia thực tế (de facto) ra khỏi miền Bắc của đế quốc thánh.
Ông đã có ba đứa con không hợp pháp trước khi cuộc bầu cử Giáo hoàng của ông diễn ra. (The Cardinals of the Holy Roman Church: Giovanni Angelo de' Medici).

## Giáo hoàng
Sau khi Paulus IV qua đời, các hồng y đã bầu một hồng y nguyên tổng Giám mục thành Ragusa lên ngôi Giáo hoàng. 
Ông lên án phong trào Cải Cách kháng cách và công bố quyền tối thượng của Giáo hoàng Rôma. Ông cũng còn lên án nạn buôn thần bán thánh và việc buôn bán ân xá. Một cuộc phản động chống lại ông, nhưng ông đã tìm được cách thoát thân. 

### Gia đình trị
Tân Giáo hoàng không tránh khỏi việc đặt nhiều các cháu và họ hàng thân thuộc vào nhiều cơ quan Tòa thánh. Nhưng không có người cháu nào được ở Roma cả, chỉ trừ một người cháu mới 21 tuổi được cử vào chức quốc vụ khanh. 
Vị hồng y quá trẻ lại giữ địa vị quan trong đó chính là Charles Borromée. Borromée là người khôn ngoan, thông thái và thánh thiện, ý chí cương nghị nhưng không nghiêm khắc. Với sự giúp đỡ của ông, Giáo hoàng Pius IV đã làm cho các luận đề của Tòa thánh giành được phần thắng trong công đồng.

### Công đồng Trentô
Công đồng Trento được tái nhóm họp vào ngày 18.1.1562 và có thêm 9 phiên họp khoáng đạt. Nghe tin Giáo hoàng Pius IV lâm bệnh và công đồng lúc này cũng đã hoàn tất những vấn đề cần phỉa giải quyết nền vội kết thúc trong phiên họp 25. Ngày 3 và 4-12-1563, các nghị phụ hiện diện đã ký nhận tất cả các nghị quyết từ năm 1545, hồng y Lorraine đưa ra 11 lời tung hô; người ta chia tay nhau, ôm hôn từ biệt và khóc lên vì vui mừng.
Ngày 26.1.1564, Piô IV ban tông chiếu Benedictus Deus châu phê các sắc lệnh của công đồng và chính thức công bố. Cũng năm ấy, ông ban hành nhiều sắc lệnh và ngày 2.8, tông hiến Alias nos thánh Bộ công đồng có tám hồng y họp thành "ủy ban giải thích các sắc lệnh công đồng Trento". Ông xá tội cho tất cả hối nhân.
Pius IV là người đã thiết lập sở lưu trữ trung ương Vatican. Ông qua đời ngày 9 tháng 12 năm 1565.